# Catalabus
Catalabus es un género de coleópteros curculionoideos de la familia Attelabidae. En 2003 Legalov describió el género. Esta es la lista de especies que lo componen:
- Catalabus elegans (Voss, 1933)
- Catalabus kazantsevi (Legalov, 2003)
- Catalabus nigrosuturalis (Voss, 1930)
- Catalabus pallidipennis (Voss, 1925)
- Catalabus quadriplagiatus (Voss, 1953)
- Catalabus rasuwanus Legalov, 2007
- Catalabus sexplagiatus (Heller, 1922)
- Catalabus simulatus (Marshall, 1923)